# Michelle Finn-Burrell
Pour les articles homonymes, voir Finn et Burrell.
Michelle Finn-Burrell (née le 8 mai 1965 à Orlando) est une athlète américaine spécialiste du sprint. Elle se marie en 1994 avec Leroy Burrell.

## Carrière

### Palmarès
| Date | Compétition                    | Lieu         | Résultat | Épreuve               | Perf'   |
| ---- | ------------------------------ | ------------ | -------- | --------------------- | ------- |
| 1986 | Goodwill Games                 | Moscou       | 1re      | Relais 4 × 100 mètres | 42 s 12 |
| 1987 | Championnats du monde en salle | Indianapolis | 6e       | 60 mètres             | 7 s 19  |
| 1987 | Jeux panaméricains             | Indianapolis | 1re      | Relais 4 × 100 mètres | 42 s 91 |
| 1991 | Championnats du monde en salle | Séville      | 7e       | 60 mètres             | 7 s 23  |
| 1992 | Jeux olympiques d'été          | Barcelone    | 1re      | Relais 4 × 100 mètres | —       |
| 1992 | Jeux olympiques d'été          | Barcelone    | 7e       | 200 mètres            | 22 s 61 |
| 1993 | Championnats des États-Unis    | Eugene       | 3e       | 200 mètres            |         |
| 1993 | Championnats du monde          | Stuttgart    | 2e       | Relais 4 × 100 mètres | 41 s 49 |

### Records
| Épreuve    | Performance | Lieu        | Date            |
| ---------- | ----------- | ----------- | --------------- |
| 50 mètres  | 6 s 13      | Los Angeles | 15 février 1992 |
| 60 mètres  | 7 s 07      | New York    | 28 février 1992 |
| 100 mètres | 11 s 16     | Lausanne    | 7 juillet 1993  |
| 200 mètres | 23 s 24     | Stuttgart   | 17 août 1993    |